# 円城寺信胤
円城寺 信胤（えんじょうじ のぶたね）は、戦国時代から安土桃山時代にかけての武将。龍造寺氏の家臣。美濃守。龍造寺四天王の一人に数えられることもある。

## 略歴
千葉氏の子孫に当たるといわれる。千葉氏の支流が園城寺と関係があり、それをもじって円城寺氏と称したともいわれる。
父は僧侶であったという増誾で、病に倒れている際、肉を食べたことを機に還俗をしたといい、鹿江兼明の娘を妻に迎えて信胤をもうけたと言われている。
武勇に優れた勇将であり、主君・龍造寺隆信に従って各地を転戦し、武功を挙げた。元亀元年（1570年）の今山の戦いでは同じく龍造寺家臣であった鍋島直茂を援護して大友方を撃破して、勝利に貢献したという。天正12年（1584年）、島津氏との戦い（沖田畷の戦い）では島津家久の奇襲によって龍造寺軍が大混乱に陥る中、主君である隆信と似た出立ちをしていたことから、影武者を務め、「我こそは龍造寺山城守隆信なり」と名乗りを上げて敵軍に切り込み、身代わりとなって戦死したという。しかし、信胤の奮戦の甲斐もなく、隆信は島津軍の川上忠堅によって討ち取られた。